# Геном: автобіографія виду у 23 розділах
Геном: автобіографія виду в 23 розділах (англ. Genome: The Autobiography of a Species in 23 Chapters) — науково-популярна книга наукового письменника Метта Рідлі 1999 року, опублікована видавництвом Fourth Estate. Розділи пронумеровані за парами хромосом людини, і кожен розділ пояснює якийсь з аспектів генетики, ілюструючи його одним із генів розглядуваної хромосоми.

## Контекст
Автор книги, Метт Рідлі, — британський журналіст і бізнесмен, відомий тим, що пише про науку, навколишнє середовище та економіку. Він вивчав зоологію та здобув ступінь доктора філософії у 1983 році.

## Структура
У книзі кожної пари хромосом людини присвячено окремий розділ. Оскільки один (ненумерований) розділ необхідний для обговорення статевих хромосом (він стоїть між розділами 7 і 8), останній розділ має номер 22. На цю модель Рідлі надихнула книга Прімо Леві «Періодична система».
Розділ 1, Життя
Перший розділ починається з цитати Александера Поупа про кругообіг життя. Дуже широка тема «Життя» також є темою розділу. Рідлі коротко обговорює історію гена, включно з історією нашого останнього універсального спільного предка.
Розділ 2, Душа
Рідлі обговорює історію людського роду як генетично окремого виду. Він порівнює геном людини з геномом шимпанзе. Він також зазначає, що до XIX століття більшість учених вважали, що існує 24 набори генів, а не 23, як відомо тепер.
Розділ 3, Історія відкриттів
У цьому розділі розглянуто взаємодію між ранніми генетиками, включно з Грегором Менделем, Чарльзом Дарвіном, Германом Джозефом Меллером та Френсісом Кріком.
Розділ 4, Злий рок
Хвороба Гантінгтона використана для ілюстрації того, як певна послідовність амінокислот на четвертій хромосомі викликає травмуючі наслідки для здоров'я. Пошук хромосомного джерела цього та інших споріднених захворювань обговорений на прикладі роботи Ненсі Векслер, людини, яка, можливо, успадкувала цей ген, але звертається до наукової роботи, щоб вивчити його в інших.
Розділ 5, Навколишнє середовище
Введено поняття плейотропії та генетичного плюралізму. Як приклад наведено коротку історію вивчення астми. Астма пов'язана з п'ятнадцятьма різними генами, багато з яких знаходяться на п'ятій хромосомі. Зокрема, до них відноситься зміна аденозину (A) на гуанін (G) у позиції 46 на гені ADRB2. Ген ADRB2 пов'язаний з контролем бронходилатації та бронхоконстрикції.
Розділ 6, Обдарованість
Заява Роберта Пломіна у 1997 році про відкриття «гена інтелекту» на хромосомі 6 стала основою для детальнішого обговорення генетичної основи інтелекту в цьому розділі. Сюди входить ген IGF2R на довгому плечі хромосоми 6, який може бути пов'язаний з раком печінки. У цьому розділі Рідлі продовжує свою думку про те, що використання простих генетичних маркерів є неадекватним для опису повної функції геному або причинно-наслідкового зв'язку захворювань.
Розділ 7, Інстинкт
У цьому розділі обговорено питання, чи має форма та існування мови генетичний компонент. Зокрема, специфічний розлад мови, можливо, пов'язаний з геном на хромосомі 7. Рідлі обговорює наукові розбіжності між канадським лінгвістом Мирною Гопнік та іншими вченими з приводу того, чи цей розлад належить до труднощів з граматичним формулюванням чи є ширшим інтелектуальним розладом.
Розділ Статеві хромосоми, Конфлікт

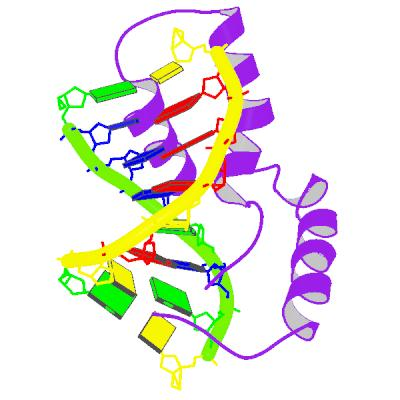
Білок SRY пов'язаний з подвійною спіраллю ДНК

Рідлі розмірковує про еволюційну психологію, використовуючи гени SRY на Y-хромосомі, а також DAX1 і Xq28 на X-хромосомі. Теорія генетичного конфлікту та еволюції обговорена на основі риторичного питання: чи ми — тіла, які містять гени, чи гени, які створили для себе тіла?
Розділ 8, Егоїзм
Концепція «егоїстичного гена» Річарда Докінза описана Рідлі через обговорення ретротранспозонів. Сюди входить поведінка транспозонів LINE-1 та Alu. Далі Рідлі обговорює можливі цілі метилювання цитозину у розвитку. У розділі також обговорено, як за допомогою зворотної транскриптази ретровіруси, такі як ВІЛ, копіюють себе в геном людини.
Розділ 9, Хвороби
Для хромосоми 9 у книзі розглянуто генетичні послідовності, пов'язані з типуванням крові. Зокрема, обговорено групи крові ABO та їх вплив на еволюцію. Серед інших згаданих генів — CFTR для муковісцидозу. Рідлі доходить висновку, що проєкт «Геном людини» значною мірою ґрунтується на помилковому переконанні, що існує один-єдиний геном людини. Доказом того, що це невірно, є запитання: який з кількох варіантів генетичної послідовності для визначення групи крові вибрати, оскільки кожен з них має різні стійкості до захворювань та різні еволюційні наслідки?
Розділ 10, Стреси
Вплив стресу на організм людини описано, починаючи від створення гормонів геном CYP17 на хромосомі 10. Рідлі вказує на взаємозв'язок між холестерином, стероїдними гормонами, такими як прогестерон, кортизол, альдостерон, тестостерон та естрадіол.
Розділ 11, Індивідуальність
Рідлі вибирає ген D4DR, який кодує виробництво дофаміну і розташований на короткому плечі хромосоми 11. Висвітлено взаємодію між дофаміном та серотоніном.
Розділ 12, Індивідуальний розвиток
Цей розділ присвячений тому, як розуміння генетичного коду відповідає моделям ембріонального розвитку хребетних. Рідлі обговорює гени «пробілів», гени «парних правил» та гени «полярності сегментів». Коротко описані гомеозисні гени та Hox-гени. Відкриті Вальтером Герінгом в 1983 році гомеобокс-кодони метафорично порівняні з перемикачем «вкл-выкл».
Розділ 13, Історія народів
Рідлі описує зв'язок між розвитком індоєвропейської та інших давніх прамов та класичними поліморфізмами, які відображають частоти генів у Євразії. Взаємодія між генами раку молочної залози BRCA2 на хромосомі 13 та BRCA1 на хромосомі 17 допомагає проілюструвати ці ширші поняття. Рідлі також описує генетичні дослідження різних типів народів з метою з'ясувати, чому у людей розвинулася мутація, що дозволяє дорослим перетравлювати лактазу в дорослому віці. Він доходить висновку, що, оскільки в усіх пастуших племен світу ця мутація розвинулася раніше за інших, гени цих людей адаптувалися до навколишнього середовища.
Розділ 14, Безсмертя
У цьому розділі розглянуто так зване «безсмертя» генетичного коду — тобто як виходить, що генетичний код може залишатися таким самим точним, яким він був протягом 50 мільярдів копій з моменту зародження життя? Почасти відповіддю на це питання є білковий фермент теломераза, що кодується геном TEP1 на хромосомі 14.
Розділ 15, Чоловічий та жіночий початок
Рідлі обговорює два генетичні захворювання з хромосомою 15 — синдром Прадера — Віллі та синдром Ангельмана: синдром Прадера — Віллі успадковується від батька, синдром Ангельмана — від матері, й обидва пов'язані зі статевим антагонізмом і контролем плаценти генами батька.
Розділ 16, Пам'ять
Рідлі сперечається зі старою проблемою «знання проти інстинкту», стверджуючи, що природний відбір буде поясненням інстинкту граматики, і відзначаючи, що багато тварин, включно з безхребетними, можуть навчатися. При цьому він стверджує, що мозок контролюється генами та генними продуктами.
Розділ 17, Смерть
Ген TP53 на хромосомі 17 пригнічує ракові клітини, натомість як онкогени стимулюють ріст клітин і можуть викликати рак, якщо їх тримати увімкненими, а TP53 може викликати рак, якщо його тримати вимкненим. Інші гени-мутатори, такі як BRCA1 та BRCA2, сприяють розвитку раку молочної залози.
Розділ 18, Лікування
Рекомбінантна ДНК дозволила проводити генетичні маніпуляції за допомогою ферментів рестрикції та лігази. Генна інженерія викликає багато суперечок, особливо у виробництві продуктів харчування. Рідлі припускає, що колись вона буде використана і в людині.
Розділ 19, Запобіжні заходи
Можливо, вдасться запобігти або вилікувати хворобу Альцгеймера та ішемічну хворобу серця. Гени типу APOE впливають на обмін жирів та холестерину. Алель E4 гена EPOE сприяє утворенню бляшок при хворобі Альцгеймера. Генетичне тестування може допомогти пацієнтам вжити ранніх профілактичних заходів.
Розділ 20, Політика
Захворювання мозку овець сверблячка, здавалося, було інфекційним, але в ньому не брав участі мікроорганізм. Встановлено, що причиною катастрофи хвороби Крейтцфельдта — Якоба у людей є ген PRP, який виробляє пріонний білок, що об'єднується в згустки та руйнує клітини мозку. Рідлі критикує панічне ставлення урядів до спалахів пріонних хвороб.
Розділ 21, Євгеніка
Євгеніка сторічної давності, заснована на помилкових знаннях про генетику, призвела до аморальних дій урядів і Верховного суду США, що домагався примусової стерилізації людей, наприклад, із трисомією 21, що викликає синдром Дауна. Рідлі обговорює конфлікт між суспільством у вигляді держави та індивідом.
Розділ 22, Свобода вибору
Рідлі звертається до гарячих дебатів між генетичним детермінізмом та свободою. Діти формуються як під впливом однолітків (інших дітей), так і під впливом своїх генів. Він стверджує, що поведінка в короткостроковій перспективі непередбачувана, але загалом передбачувана у довгостроковій перспективі.

## Відгуки
Книга «Геном» отримала рецензії в наукових журналах, включно з Nature і медичними журналами, такими як New England Journal of Medicine, де Роберт Шварц зазначає, що Рідлі спекулює, «іноді дико». Проте, пише Шварц, книга «повчальна, цікава й захоплива для читання. Я заздрю таланту Рідлі викладати без поблажливості складні набори фактів і ідей в зрозумілих для сторонніх термінах».
Лі Сільвер, рецензуючи «Геном» у The New York Times, стверджує, що тема книги полягає в тому, що геном кожної людини містить «відлуння» (за словами Рідлі) життя його предків. Сільвер називає Рідлі «непохитним» у переконанні, що використання «персональної генетики» не повинно залишатися під контролем лікарів чи урядів, наслідуючи помилки євгеніки столітньої давності, але що це фундаментальне право людини «бачити й використовувати послання у власній ДНК на власний розсуд». Сільвер описує книгу як чудову, оскільки вона зосереджена на «чистому інтелектуальному відкритті», надаючи «чудові історії». Він вважає, що навіть професійні генетики отримають почуття подиву від «прихованих секретів», що містяться в книзі.
Біолог Джеррі Койн, що пише для London Review of Books, критикує «Геном» як «одночасно повчальний і дратуючий. На кожен науковий самородок Рідлі також включає помилку чи спотворення. Деякі з них випливають із недостатньої глибини знань, інші з його політичної програми». Наприклад, Койн згадує неправильне твердження Рідлі про те, що «половина вашого IQ передається у спадок»; що Рідлі припускає, що маркер, що використовується Робертом Пломіном, IGF2R, є передбачуваним «геном інтелекту» який він позначає; і що соціальні впливи на поведінку [завжди] працюють шляхом включення та виключення генів, що, за словами Койна, «іноді вірно». Койн стверджує, що Рідлі є «непримиренним» генетичним детерміністом, заперечує вплив навколишнього середовища та називає його політику «правою». Він називає структуру книги «ексцентричною» і «дивною».
Науковий письменник Майкл Шермер знаходить техніку Рідлі «одночасно розумною і розмежовуючою». На думку Шермера, метод автора розглядати окремі риси й відповідальні за них гени — «це зручний літературний засіб, що допомагає читачам розібратися в цьому неймовірному предметі, але я боюся, що він створює невірне враження, попри застереження, що такі речі, як інтелект, інстинкт або корисливість, повністю розташовані на цій хромосомі (і, отже, генетично запрограмовані й біологічно обумовлені)».

## Відзнаки
У 2000 році книга «Геном» увійшла до короткого списку премії Семюеля Джонсона.